# Alina Kabaeva
Pour les articles homonymes, voir Kabaïev.
 (octobre 2021).
Si vous disposez d'ouvrages ou d'articles de référence ou si vous connaissez des sites web de qualité traitant du thème abordé ici, merci de compléter l'article en donnant les références utiles à sa vérifiabilité et en les liant à la section « Notes et références ».
Alina Maratovna Kabaïeva (selon la transcription française ; en russe Алина Маратовна Кабаева) est une gymnaste et femme politique russe, née le 12 mai 1983 à Tachkent (alors en Union soviétique). Elle est championne olympique en 2004 et double championne du monde de gymnastique, obtenant aussi le titre européen à cinq reprises consécutives, ainsi que six fois celui de Russie. Elle a été élue députée du parti Russie unie à la Douma d'État en 2007.
Cette élève d'Irina Viner a été présente en compétition pour la première fois lors des championnats du monde à Porto en 1998 à l'âge de 15 ans. En 2001, contrôlée positive au furosémide lors des Goodwill Games de Brisbane, en Australie, elle est suspendue pour un an par la Fédération internationale de gymnastique. En 2004, après les Jeux olympiques d'Athènes, elle annonce la fin de sa carrière de compétitrice avec l'ambition d'ouvrir une école internationale de gymnastique rythmique. Elle continue néanmoins la compétition et se retire définitivement après les championnats du monde de 2007 à Patras.
Selon plusieurs sources, Alina Kabaeva est la compagne du président russe Vladimir Poutine, de trente ans son aîné, et la mère de plusieurs de ses enfants. Les intéressés ont toujours démenti ces suppositions.

## Premières années
Alina Kabaeva naît le 12 mai 1983 à Tachkent, alors en RSS d'Ouzbékistan (membre de l'URSS - aujourd'hui l'Ouzbékistan), la ville dans laquelle elle et sa sœur cadette, Lissana, sont élevées. Grandissant au sein d'une famille de sportifs, elles déménagent souvent à cause du travail de leur père, Marat Kabayev (en). Celui-ci, un Tatar, est alors un joueur de football professionnel, faisant partie notamment de l'équipe du Pakhtakor Tachkent ainsi que d'autres clubs kazakhs ou ukrainiens. Après avoir arrêté sa carrière en 1998, il se reconvertit en entraîneur. À partir de 2009, il entraîne l'équipe nationale ouzbek des moins de 17 ans. Leur mère, Lioubov Kabaïeva, une Russe, est quant à elle une joueuse de basket ayant fait partie de l'équipe nationale d’Ouzbékistan. C'est elle qui initie Alina au sport, souhaitant que sa fille fasse du patinage artistique ou de la gymnastique rythmique. Le patinage artistique n'étant pas très populaire en Ouzbékistan, son choix s’est donc porté sur la gymnastique.
Alina Kabaeva commence la gymnastique rythmique à l'âge de 3 ans, sous la direction de Margarita Salmouilovna, qui développe chez elle l'amour de ce sport. Son élève a toutefois du mal à concilier études et formation sportive, mais ses parents la soutiennent tout le long de son engagement. À 7 ans, elle change d'entraîneur pour Elvira Romeïko avec laquelle elle commence un entraînement plus sérieux. Dans les années qui suivent, des déménagements entre le Kazakhstan et Tachkent lui font croiser le chemin d'autres entraîneurs, dont Aneliya Malkina, sa dernière entraîneuse avant son départ pour l'équipe nationale.

## Carrière sportive

### Débuts
Alors qu'Alina est âgée de 12 ans, sa mère essaie de lui faire quitter le club de Tachkent pour développer pleinement son potentiel : beaucoup d'entraîneurs considèrent alors Alina comme étant trop grosse pour être une gymnaste rythmique, aucun d'entre eux ne semblant lui trouver un talent particulier. La famille Kabaïeva déménage à Moscou, et Lioubov l'emmène chez l'entraîneur Irina Viner, l'une des plus sévères. Cette dernière est d'abord réticente à l'idée de recevoir Alina parce qu'elle a déjà 12 ans, un âge vu comme étant déjà trop vieux pour la gymnastique rythmique. Sur l'insistance de sa mère, Viner accepte tout de même de regarder la jeune fille. Tout d’abord elle lui demande si elle sait sourire, ce qu'Alina fait très bien. Puis elle lui demande de sauter et Alina s'exécute. Irina est impressionnée par sa souplesse et son agilité et accepte de la prendre en charge, y mettant toutefois immédiatement une condition : perdre du poids (selon certaines normes, Alina est encline à l'embonpoint).
Depuis l'âge de douze ans jusqu'à la fin de sa carrière, Alina Kabaeva est restée sous l'aile d'Irina Viner. S'entraînant principalement à Novogorsk, le centre d'entraînement pour les membres de l'équipe nationale, elle s'accroche à la gymnastique rythmique, s'entraîne dur, gravit les échelons titre après titre, et fait très vite ses débuts dans la compétition internationale en 1996, année durant laquelle elle rejoint l'équipe nationale russe. Depuis ses débuts dans l'équipe nationale, elle rêve de devenir une grande championne et ne s'entraîne que pour ça.

### Une entrée prometteuse dans la compétition senior
En 1998, la jeune gymnaste, âgée de 15 ans seulement fait son entrée dans les compétitions seniors. Fin mai 1998, elle remporte les championnats d'Europe à Porto ; très inattendue, sa victoire est considérée comme « tombée du ciel ». Presque un mois plus tard lors des Goodwill Games de New York, Alina Kabaeva remporte l'or au concours général individuel ainsi que sur trois engins sur quatre, faisant d'elle l'athlète la plus médaillée en or de ces jeux. À l'époque, elle est la plus jeune membre de l'équipe de Russie, défiant ses coéquipières internationalement reconnues, telles que Amina Zaripova ou Yana Batyrchina.
Du fait de ces premières victoires, ses routines commencent à être connues du grand public. Sa routine à la corde est une version améliorée de celle de 1996, qu'elle avait initialement réalisée à l'âge de 13 ans ; quelques éléments ont disparu, d'autres ont pris leur place, tout comme la musique qui a évolué entre ces deux dates. Sa routine au cerceau de 1998 est interprétée sur le morceau de musique house Symphonica de DJ Quicksilver. Là encore, elle emprunte les idées de sa routine au cerceau de 1997, qu'elle exécutait sur la musique Kamarinskaya de Mikhaïl Glinka. Elle manie les massues en alternant éléments difficiles et petits mouvements originaux qui font tout le charme de cet exercice. Elle interprète son exercice au ruban sur une musique de Léon Minkus du célèbre ballet Don Quichotte.
| Concours |       |   |   |   | Concours général individuel | Concours général par équipe |
| -------- | ----- | - | - | - | --------------------------- | --------------------------- |
| Note     | 9.883 | - | - | - | 39.732                      | 79,063                      |
| Rang     | 7     | - | - | - | 1                           | 3                           |

### La naissance d'une championne

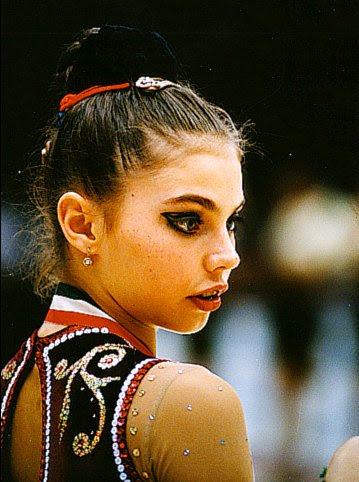
Alina Kabaeva lors des championnats d'Europe 1999.

L'année 1999 est marquée par de nouvelles victoires : Kabaeva remporte à nouveau les championnats d'Europe, cette fois à Budapest, et confirme ses capacités à l'échelle mondiale en remportant son premier titre aux championnats du monde à Osaka, auxquels elle s'est qualifiée après avoir emporté le concours général individuel du tournoi de Corbeil-Essonnes.
Son exercice à la corde, qui utilise la musique Release the Dubs du groupe Leftfield, n'est pas aussi parfait que celui de 2000, bien qu'elle s'en soit grandement inspirée pour réaliser cet exercice. Son exercice au ballon est le même que celui de l'année 2000, restant l'un des exercices les plus connus de Kabaeva, en obtenant toujours de très bonnes notes. Pour son cerceau, elle utilise la musique Spirit of Taiko de Kitaro, s'inspirant là aussi de ses précédentes routines.
| Concours |       |       |       |       | Concours général individuel | Concours général par équipe |
| -------- | ----- | ----- | ----- | ----- | --------------------------- | --------------------------- |
| Note     | 9.908 | 9.941 | 9.883 | 9.983 | 39.866                      | -                           |
| Rang     | 3     | 1     | 5     | 2     | 1                           | -                           |

| Concours |       |       |       |        | Concours général individuel | Concours général par équipe |
| -------- | ----- | ----- | ----- | ------ | --------------------------- | --------------------------- |
| Note     | 9.966 | 9.975 | 9.966 | 10.000 | 39.924                      | 119.089                     |
| Rang     | 2     | 2     | 1     | 1      | 1                           | 1                           |

### L'an 2000 et les Jeux olympiques
L'année 2000 est considérée comme celle du summum de la carrière de Kabaeva. Ses routines (à l'époque, innovantes) réalisées avec une extrême précision, sont sans doute les plus merveilleuses de sa carrière. Elles ont signé l'histoire de la gymnastique rythmique et sont devenues des références.
C'est sur une musique traditionnelle russe que Kabaeva interprète sa très innovante routine à la corde, cette corde qu'elle manie à la perfection et avec laquelle elle réalise des mouvements tant incroyables qu'originaux. Son exercice au ballon (commun à celui de 1999) est l'un des exercices des plus connus de Kabaeva, mettant en avant son incroyable souplesse, sur la musique Felicia d'Enrique Saborido. Pour sa routine au cerceau, elle utilise le Prélude et Toréador de l'opéra Carmen de Georges Bizet. Son exercice au ruban est une version améliorée de celle de 1999, où elle interprète une danseuse orientale, sur les musiques Dilorom de Yulduz Usmanova, et Yor Yor de Shahzoda.
Lors des championnats d'Europe à Saragosse, la jeune Russe remporte pour la troisième fois le titre européen :
| Concours |       |        |        |        | Concours général individuel | Concours général par équipe |
| -------- | ----- | ------ | ------ | ------ | --------------------------- | --------------------------- |
| Note     | 9.966 | 10.000 | 10.000 | 10.000 | 39.983                      | 79.949                      |
| Rang     | 3     | 1      | 1      | 1      | 1                           | 1                           |

#### Jeux olympiques de 2000

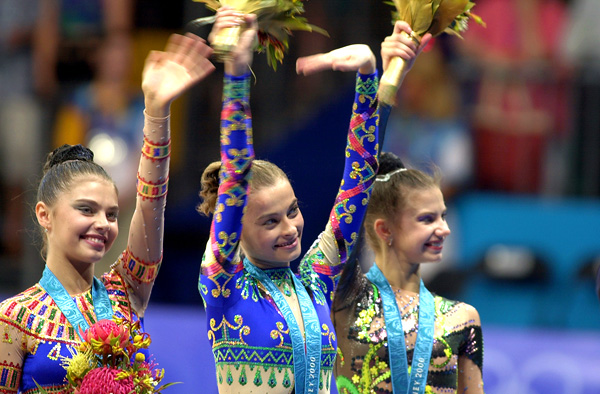
De gauche à droite, Alina Kabaeva, Ioulia Barsoukova et Yulia Raskina aux Jeux olympiques de Sydney en 2000.

À seulement 17 ans, lors des Jeux olympiques de Sydney en 2000, Kabaeva fait partie des grandes favorites internationales. Dans le pavillon 3 du Parc olympique de Sydney, les qualifications du concours général individuel de gymnastique rythmique se déroulent sur deux jours ; le 28 septembre pour l'épreuve à la corde et au cerceau, et le 29 pour le ballon et le ruban. Elle se qualifie en première place pour les finales avec quatre routines exceptionnelles (9.916 à la corde, 9.925 au cerceau, 9.925 au ballon, 9.925 au ruban et 39.691 sur le total).
Le dimanche 1er octobre 2000, jour de la finale, son exercice à la corde la met en tête de la compétition, mais lors de la seconde rotation, elle fait une énorme erreur qui va lui coûter sa médaille d'or : elle lâche son cerceau en le faisant tourner autour de sa paume, et court le chercher en dehors du praticable. Même si elle finit sa routine sans faute, cette maladresse la ramène provisoirement à la cinquième place. Alors qu'elle atteint la plus haute note de la compétition à son exercice au ballon, elle ne parvient pas à rattraper le coût de l'erreur précédente - à 0,017 point de la médaille de bronze, elle conserve la cinquième place. Vient l'heure de la dernière rotation, le ruban, l'engin préféré de Kabaeva, où elle réutilise sa routine de 1999. Atteignant là aussi la note spectaculaire de 9,950, elle ne parvient à remonter qu'en troisième position et obtient donc la médaille de bronze, derrière ses concurrentes Yulia Barsukova et Yulia Raskina.
| Concours |       |       |       |       | Concours général individuel | Concours général par équipe |
| -------- | ----- | ----- | ----- | ----- | --------------------------- | --------------------------- |
| Note     | 9,925 | 9,641 | 9,950 | 9,950 | 39,466                      | -                           |
| Rang     | -     | -     | -     | -     | 3                           | -                           |

### Nouveau style et affaire de dopage
À la suite de son échec aux jeux de Sydney et du nouveau code de pointage (un nouveau code est mis en place à la fin de chaque cycle olympique), la gymnaste revient sur le praticable avec un nouveau genre de chorégraphie ; moins enfantin, plus commun, mais pas moins fructueux. Sa routine à la corde est complètement différente de celle de l'année précédente, nécessitant plus de maniements. La musique d'accompagnement est Shark (originellement Escualo) de Laureate (originellement Astor Piazzolla). Tout comme sa routine à la corde, l'exercice au ballon qu'elle utilise en 2001 est très différent de ceux réalisés les années précédentes ; bien qu'y figurent certains éléments que possèdent les routines antérieures (et qui en font sa marque de fabrique), il est beaucoup plus lent et gracieux. La musique utilisée est Question of U de Prince. Pour le cerceau, c'est une version remixée de la musique Desert Rose de Sting & Cheb Mami qu'elle utilise. Cette année-là aux massues, elle exécute sa routine sur la musique Lament To Birch Bark du Moscow Balalaika Quartet. Tout comme son exercice au ballon, c'est une routine plus lente que les précédentes.
En 2001, l'Union européenne de gymnastique ne présente, lors des championnats d'Europe de 2001 qui ont lieu de 16 au 17 juin à Genève, ni de concours général individuel ni par équipe. Néanmoins Kabaeva remporte le titre au cerceau, au ballon et aux massues, pour laisser celui au cerceau à Irina Tchachina, l'autre grande figure de l'équipe russe.
| Concours |        |        |        |        | Concours général individuel | Concours général par équipe |
| -------- | ------ | ------ | ------ | ------ | --------------------------- | --------------------------- |
| Note     | 28.100 | 29.250 | 29.175 | 28.650 | -                           | -                           |
| Rang     | 2      | 1      | 1      | 1      | -                           | -                           |

#### Championnats du monde de 2001 et affaire de dopage

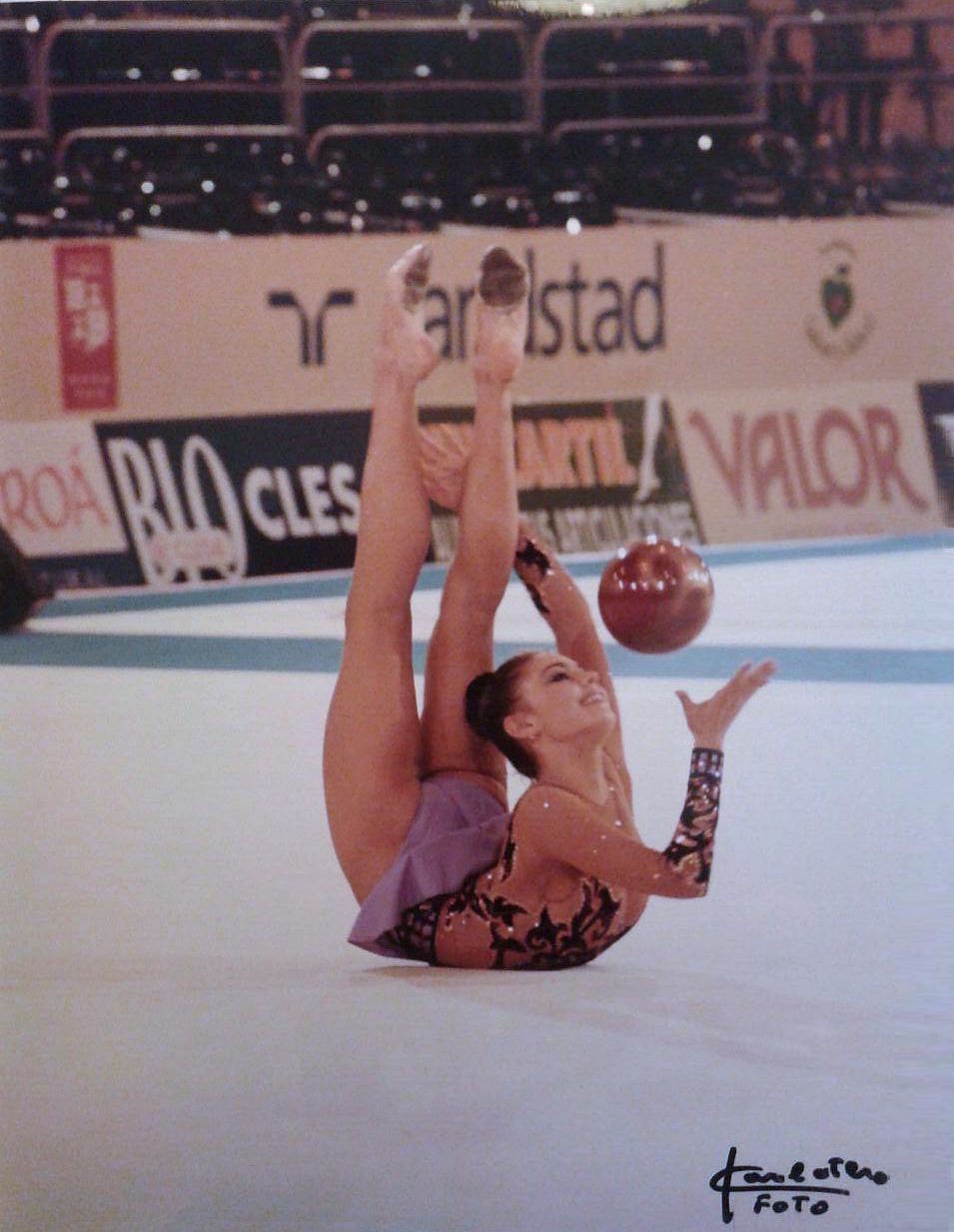
Alina Kabaeva lors des championnats du monde 2001.

Du 18 au 21 octobre, les championnats du monde de 2001 sont pour l'équipe russe un grand triomphe, remportant toutes les médailles d'or possibles du concours et devançant l'équipe ukrainienne de plus de 17 points. Le duel de la compétition s'est effectué presque uniquement entre Alina Kabaeva et sa coéquipière Irina Tchachina. Kabaeva, qui avait remporté le titre mondial deux ans auparavant, le remporte une nouvelle fois haut la main avec des routines presque sans erreurs, dominant la compétition durant ses trois jours. Elle se classe première à la corde, au ballon, et aux massues. Depuis les JO de Sydney, le cerceau est devenu son traumatisme ; comme aux championnats d'Europe, elle s'y classe deuxième, laissant le titre à sa coéquipière Irina Tchachina, qui remporte de la même manière le Prix de l'Élégance.
| Concours |        |        |        |        | Concours général individuel | Concours général par équipe |
| -------- | ------ | ------ | ------ | ------ | --------------------------- | --------------------------- |
| Note     | 27,925 | 27,450 | 27,950 | 28,375 | 113.025                     | 275.900                     |
| Rang     | 1      | 2      | 1      | 1      | 1                           | 1                           |

Le 30 août 2001, lors des Goodwill Games de Brisbane, Kabaeva et sa coéquipière Irina Tchachina sont contrôlées positives au furosémide. Bien qu'en soi le furosémide ne soit pas un produit dopant, il est utilisé en médecine du sport pour l'élimination de substances interdites. Il est en conséquence synonyme de dopage et de substances interdites pour l'Agence mondiale antidopage. Le 28 octobre, soit une semaine après les championnats du Monde de Madrid, les deux gymnastes sont informées du résultat positif au contrôle. Le 8 novembre elles demandent l'analyse du flacon B, mais une semaine plus tard, le 15 novembre, le laboratoire confirme la présence de la substance interdite.
Bien que très peu touchée par le dopage, la gymnastique enregistre tout de même quelques cas chaque année. La fédération décide de rappeler sa politique ferme à ce sujet, et d'imposer des sanctions exemplaires. La Fédération internationale de gymnastique et le Tribunal arbitral du sport ordonnent donc la disqualification des deux gymnastes, et une interdiction de participer à des concours sur une durée de deux ans ; l'effet de suspension commence dès le jour du prélèvement, les privant par conséquent de leurs titres remportés lors des Goodwill Games, ainsi que des championnats du Monde de Madrid. Leurs résultats invalidés, les gymnastes sont dépouillées des médailles remportées, laissant la première place mondiale à Tamara Yerofeeva.
Pour les deux jeunes gymnastes, la deuxième année de suspension a été mise sous condition, bien que toutes les deux ont dû être soumises à de stricts contrôles. Irina Viner, l'entraîneur de l'équipe russe, déclara que ses gymnastes avaient dû prendre un complément alimentaire appelé "Hyper" qui contenait des diurétiques doux pour soigner un syndrome prémenstruel. Lorsque l'approvisionnement fut épuisé, le physiothérapeute de l'équipe se vit obligé d'en acheter dans une pharmacie locale. Selon Viner, les compléments vendus à Brisbane auraient été des faux, et contenaient du furosémide.

### Retour dans les compétitions internationales
Malgré l'inachèvement de la suspension concernant Alina Kabaeva et Irina Tchachina, les gymnastes sont autorisées à participer aux championnats d'Europe de 2002 qui ont lieu à Grenade du 8 au 10 novembre.
Pour sa routine à la corde de 2002, Kabaeva choisit un accompagnement musical fait de Snakefood et de Samba Adagio de Safri Duo. Pour le cerceau, elle utilise une nouvelle fois un accompagnement musical fait de musiques de l'opéra Carmen, de Georges Bizet. Elle exécute sa routine au ballon très réussie sur la magnifique mélodie de Craig Armstrong, Weather Storm ; la musique étant triste, pour une des seules fois, Kabaeva ne sourira pas lors des représentations de cette routine. Son exercice aux massues a pour thème musical Hava Naquila de Party Animals. Qualifiée en tête de liste, elle participe à la finale. Elle fait quelques petites erreurs durant l'interprétation de ces trois premières routines, qui n'ont aucune répercussion sur le classement grâce à un score élevé. Elle finit la compétition en beauté, avec une représentation presque parfaite de sa routine aux massues, lui valant la plus haute note de la compétition. Le 10 novembre 2002, Kabaeva remporte pour la quatrième fois consécutive le titre de championne d'Europe.
Grâce à ses très bons résultats elle parvient à faire remporter le concours général par équipe à la Russie, avec une note totale de 214.700, devançant l'Ukraine de près de 7 points.
| Concours |        |        |        |        | Concours général individuel | Concours général par équipe |
| -------- | ------ | ------ | ------ | ------ | --------------------------- | --------------------------- |
| Note     | 27.600 | 27.350 | 27.500 | 28.475 | 110.925                     | 214.700                     |
| Rang     | -      | -      | -      | -      | 1                           | 1                           |

#### Championnats du monde de 2003
Les championnats du monde de 2003 ont lieu du 24 au 28 septembre à Budapest. Durant ces quatre jours, la grande favorite est l'Ukrainienne Anna Bessonova, derrière laquelle Kabaeva se qualifie en deuxième position, avec un score total de 78.250.
Durant ses entraînements de 2002, son exercice au ballon se fait sur le thème musical Belle de la comédie musicale Notre-Dame de Paris, mais Kabaeva change en 2003 pour la musique de l'opéra Prince Igor d'Alexandre Borodine, Danses polovtsiennes. La routine au cerceau qu'elle présente durant l'année 2003 est la même que celle utilisée l’année précédente. Son exercice aux massues de 2003 est, comme beaucoup d'exercices aux massues, très vivace, interprété sur la musique Moliendo Café de Fanfare Ciocărlia. Son accompagnement musical pour sa routine au ruban est composé de trois musiques : Caravane de Radar, Der Bauch de MC Sultan, et Istikhbar de Gnawa Diffusion.
Lors des finales, elle fait quelques petites erreurs au cerceau mais parvient à obtenir la deuxième place. Malgré une bonne représentation aux massues, elle ne se classe que troisième. Elle remporte la finale au ruban avec une très bonne représentation, ainsi que la finale au ballon. Pourtant, son exercice au ballon n'a pas été une représentation parfaite, Kabaeva devant procéder à quelques « opérations de sauvetage » pour rattraper son engin. Mais l'Ukrainienne Anna Bessonova lâche son ballon juste à la fin de sa routine, et cède la première place à Kabaeva. Celle-ci termine finalement première au concours général individuel, et, avec l'aide d'Irina Tchachina, emmène de la même façon l'équipe russe à la première place du classement par équipes avec un score de 255.600.
| Concours |        |        |        |        | Concours général individuel | Concours général par équipe |
| -------- | ------ | ------ | ------ | ------ | --------------------------- | --------------------------- |
| Note     | 25.900 | 26.675 | 26.475 | 26.525 | 106.475                     | 255.600                     |
| Rang     | 2      | 1      | 3      | 1      | 1                           | 1                           |

### Titres européen et olympique aux Jeux de 2004
Les XXe championnats d'Europe se déroulent du 4 au 6 juin 2004 à Kiev, ville natale d'Anna Bessonova, l'une des plus grandes rivales de Kabaeva en gymnastique rythmique. C'est la deuxième fois que les deux gymnastes concourent simultanément aux championnats d'Europe. Kabaeva se qualifie en 1re position, devant Bessonova, mais doit faire face à un affrontement délicat avec l'Ukrainienne lors de la finale. Malgré une très bonne représentation de sa routine au ballon, elle fait une faute lors de la troisième rotation (les massues), s'écroulant alors qu'elle effectue un équilibre à genoux. Mais grâce à son exercice au ruban, Kabaeva remporte pour la cinquième fois consécutive, mais aussi pour la dernière fois, le titre européen.
Kabaeva utilise pour la troisième fois un accompagnement musical fait de musiques de l'opéra Carmen, de Georges Bizet. Son exercice au ballon de 2004 fait partie de ses routines les plus célèbres ; la musique utilisé est le Sirtaki, une musique traditionnelle grecque, ce qui fait que l'exercice est très rythmé et cadencé ; la réalisation implique quelques mouvements originaux, réalisés comme toujours, avec une grande souplesse. Pour sa routine aux massues, elle utilise un accompagnement musical fait de Karkov de Moskovich et de Turkish Delight de Harem. L'exercice au ruban est interprété sur une musique de type electro dance : Sphynx de Giampiero Ponte.
| Concours |        |        |        |        | Concours général individuel | Concours général par équipe |
| -------- | ------ | ------ | ------ | ------ | --------------------------- | --------------------------- |
| Note     | 26.850 | 26.725 | 26.825 | 26.225 | 106.625                     | 208.400                     |
| Rang     | -      | -      | -      | -      | 1                           | 1                           |

Après avoir rapporté « seulement » la médaille de bronze aux Jeux olympiques de Sydney, Kabaeva se présente à Athènes âgée de 21 ans, sachant que ces Jeux-ci pourraient être ses derniers. La gymnastique rythmique est l'une des épreuves qui clôt les Jeux. Au gymnase olympique Galatsi, la compétition se déroule sur trois jours ; les qualifications au cerceau et au ballon le 27 août, celles au massues et au ruban le 28, et la finale le 29. Malgré une erreur durant sa démonstration au cerceau et la concurrence de nouvelles gymnastes telles que Aliya Yussupova, Inna Zhukova ou les habituelles Bessonova et Tchachina, Kabaeva se qualifie une nouvelle fois en première place pour la finale avec une performance de 105,875 (26,050 au cerceau, 27,250 au ballon, 26,475 aux massues et 26,100 au ruban).
Après un duel serré lors des qualifications, Kabaeva, Tchachina et Bessonova, grandes prétendantes à la médaille d'or, se retrouvent parmi les 10 finalistes. La compétition commence à 14 h 30, heure locale, avec le cerceau, l'engin qui avait fait faute à Kabaeva lors des Jeux de Sydney. C'est Tchachina qui prend alors la première place du concours avec une note de 27,100, juste devant Kabaeva et Bessonova. À la suite de la deuxième rotation (le ballon), le classement est le même, Tchachina menant toujours la compétition avec une démonstration sans fautes. Malgré ce classement provisoire, tout est encore jouable car les notes des gymnastes sont étroitement serrées. En effet, après la troisième rotation, aux massues, Kabaeva se positionne en tête de leur trio. Cependant les concurrentes savent indubitablement que tout peut basculer lors de la dernière rotation qu'est le ruban, engin très difficile à manier, car le niveau est extrêmement élevé, et la pression n'en est pas moindre. De son ruban vert et vêtue de noir, Kabaeva ne fait aucune erreur perceptible. Selon la BBC, sa prestation en finale est « une superbe démonstration ». Elle remporte cette fois-ci la médaille d'or au concours général individuel, devant ses concurrentes Tchachina et Bessonova.
| Concours |        |        |        |        | Concours général individuel | Concours général par équipe |
| -------- | ------ | ------ | ------ | ------ | --------------------------- | --------------------------- |
| Note     | 26,800 | 27,350 | 27,150 | 27,100 | 108,400                     | -                           |
| Rang     | -      | -      | -      | -      | 1                           | -                           |

### Dernières compétitions et fin de carrière
Âgée de 21 ans, Kabaeva a donc remporté tous les titres de gymnastique rythmique auxquels elle pouvait prétendre. En octobre 2004, après son triomphe aux Jeux olympiques d'Athènes, elle décide d'arrêter sa carrière. Cependant, en juin 2005, son entraîneur Irina Viner annonce un possible retour. Kabaeva reprend sa carrière sportive à la suite d'une rencontre amicale Italie - Russie, le 10 septembre 2005 à Gênes. Cette année-là, elle ne participera ni aux championnats du monde, ni aux championnats d'Europe, mais présente tout de même des routines spécifiques à l'année 2005, dont elle fait la démonstration à Gênes. Au ballon, c'est Fuga Y Misterio du compositeur argentin Astor Piazzolla, qui accompagne sa représentation ; sa routine aux massues est interprétée sur la musique White Darbouka de Hovannes K. Pour la corde, c'est Clockwork de Mambayaga Project, et une musique extraite de The Valencian Widow de Aram Khatchaturian guide sa routine au ruban.
En 2006, les championnats d'Europe se déroulent à Moscou. Les épreuves individuelles ont lieu du 22 au 23 septembre, et pour la sixième fois, Kabaeva, âgée de 23 ans, prétend gagner le titre européen. Elle se positionne en tête de la compétition durant les deux premières rotations devant Vera Sessina, Inna Zhukova et Anna Bessonova. La troisième rotation suit, un jeté trop ample envoie sa corde en dehors du praticable, ce qui en fin de compte l'empêche de remporter la médaille d'or.
La gymnaste aux cinq titres européens passe la main à sa coéquipière Vera Sessina, dont les réalisations de ses exercices sont parfaites (69,400 sur le total), et termine cette fois-ci la compétition vice-championne d'Europe.
| Concours |        |        |        |        | Concours général individuel | Concours général par équipe |
| -------- | ------ | ------ | ------ | ------ | --------------------------- | --------------------------- |
| Note     | 16.550 | 17.500 | 17.550 | 17.550 | 69.150                      | 33.400                      |
| Rang     | -      | -      | -      | -      | 2                           | 1                           |

Les XXVIIIe championnats du monde qui se déroulent à Patras du 16 au 23 septembre 2007, présagent pour Kabaeva une retraite proche ; la championne olympique en titre, alors âgée de 24 ans, n'est plus ce qu'elle était ne serait-ce que trois ans auparavant. Après s'être battue avec la concurrence de sa propre équipe lors des qualifications, elle se classe en 4e position avec un score total de 53.100, à plus de 2 points derrière la première gymnaste. Comme les deux autres membres de l'équipe russe que sont Vera Sessina et Olga Kapranova se qualifient en 1re et 2e place, et que le règlement n'autorise pas plus de deux gymnastes par pays à participer à la finale du concours général individuel, Kabaeva ne parvient à se qualifier que pour la finale au ruban, dont elle remporte la médaille de bronze. Anna Bessonova, après avoir été tout au long de sa carrière dominée par Kabaeva, remporte pour la première fois le titre mondial. Cependant, l'équipe russe reste toujours le cœur de ces championnats et de la gymnastique rythmique. Avec l'aide des très bons résultats de ses compatriotes, Kabaeva remporte tout de même la médaille par équipe à plus de 14 points devant la Biélorussie.
| Concours |   |   |   |        | Concours général individuel | Concours général par équipe |
| -------- | - | - | - | ------ | --------------------------- | --------------------------- |
| Note     | - | - | - | 17.225 | -                           | 183.050                     |
| Rang     | - | - | - | 3      | -                           | 1                           |

Fin janvier 2008, Viner, toujours entraîneur de l'équipe russe, annonce à la presse russe que Kabaeva, tout comme sa coéquipière Tchachina un an plus tôt, compte mettre un terme à sa carrière sportive pour de bon. Selon Viner, une blessure au genou de Kabaeva datant de 2003 n'a jamais guéri complètement, de sorte qu'elle n'est pas en mesure de s'entraîner correctement en 2008, alors que le reste de l'équipe est déjà en pleins préparatifs pour les Jeux olympiques de Pékin.

### Autres apparitions
Au cours de l'année de disqualification, en 2001, Alina Kabaeva présente l'émission hebdomadaire « Empire of Sports » sur la chaîne de télévision russe « 7 TV », et fait une brève apparition dans le film d'art martiaux japonais Red Shadow, où elle effectue sa routine aux massues. En 2004, en tant que véritable icône dans son pays, elle pose dénudée pour le magazine Maximal, tout comme Irina Tchachina, autre membre de l'équipe russe de gymnastique rythmique. Elle apparaît en 2005 dans un clip musical du groupe de rap russe Igra Slov. Elle a été l'une des ambassadrices de la célèbre marque horlogère Longines.

### Distinctions
Alina Kabaeva détient le titre de « Maître Émérite du Sport » (заслуженный мастер спорта) et reçoit deux récompenses du gouvernement russe ; l'ordre de l'Amitié (Орден Дружбы) en 2001, et l'ordre du Mérite pour la Patrie grade IV (Орден « За заслуги перед Отечеством » IV степени) en 2005.

## Après la retraite sportive

### Carrière politique
Pendant son année de suspension en 2001 et jusqu'en 2005, Alina Kabaeva est membre du Conseil suprême du parti de Vladimir Poutine, Russie unie. D'octobre 2005 jusqu'en 2007, elle fait partie de la Chambre publique de la fédération de Russie (en). En 2007, elle rejoint la Douma d'état en tant que députée, et devient vice-présidente de la commission de la jeunesse.

### Autres activités publiques
Depuis le 15 février 2008, elle est la présidente du conseil public du Groupe national des médias (regroupant notamment le journal Izvestia et les chaînes de télévision Pervi Kanal et REN).
Kabaeva a sa propre fondation caritative, initialement créée dans un but sportif ; elle est maintenant active dans plusieurs domaines.
En 2016, elle fait la couverture du journal Kompania, qui la décrit comme l'une des femmes les plus influentes de Russie.
De retour à Moscou début 2022, elle regrette publiquement l'absence d'une délégation de sportifs russes aux Jeux paralympiques d'hiver de Pékin.

### Liaison avec Vladimir Poutine

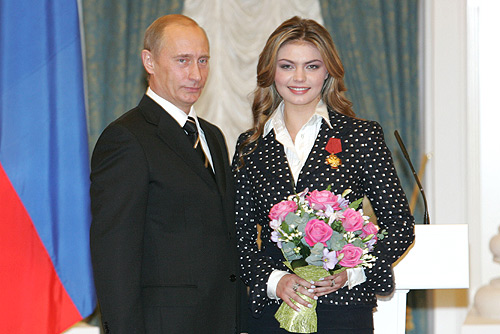
Vladimir Poutine et Alina Kabaeva le 21 décembre 2005.

Dès 2007, Alina Kabaeva s'affiche au bras de Vladimir Poutine, président de la Fédération de Russie, lors de divers dîners de gala et au cours de certaines cérémonies officielles.
Le 12 avril 2008, le journal russe Moskovski Korrespondent publie un article dans l'édition du samedi selon lequel Alina Kabaeva et Vladimir Poutine auraient une relation amoureuse, et que leur mariage religieux serait imminent, probablement à la mi-juin,. L'article en question a été reproduit dans un certain nombre de médias russes et européens et suscita ainsi quelques polémiques.
Lors d'une conférence de presse en Sardaigne le 17 avril 2008, à la suite d'une question posée à propos de l'article de Moskovski Korrespondent, Poutine a répondu de manière directe qu'« il n'y a pas un seul mot de vérité ». Le porte-parole de Kabaeva avait déjà refusé de commenter ce « non-sens ».
Le tabloïd Moskovski Korrespondent fut suspendu pendant trois mois pour avoir diffusé cette information, avant d'être définitivement fermé en octobre 2008. Si le mariage n'a en effet jamais eu lieu, la rumeur d'une liaison n'a jamais cessé depuis 2008.
Elle aurait eu avec Poutine 2 enfants, ou 3 enfants selon Les Échos, ou 4 enfants selon d'autres sources, dont un garçon, Ivan, né en février 2015 en Suisse et un autre, Vladimir, (ou bien peut-être des jumeaux) né au printemps 2019 en Russie,. La famille vit une partie du temps en Suisse, peut-être près de Lugano ou à Cologny chez Guennadi Timtchenko ; toutefois, le gouvernement suisse indique n'avoir aucune information à ce sujet.
Elle gagne environ 8 millions d'euros par an, par l'intermédiaire du milliardaire Iouri Kovaltchouk, propriétaire du National Media Group. Selon le Wall Street Journal, un rapport secret des services d'espionnage américains de 2016 indique qu'elle serait héritière de Poutine.

### Sanctions
En 2022, dans le cadre de l'invasion de l'Ukraine, les Américains prévoyaient d'inclure Alina Kabaeva dans la liste des Russes sanctionnés, mais cette idée a été provisoirement abandonnée en avril 2022 par crainte d'une réaction violente de Poutine, tandis que les deux filles aînées issues du mariage terminé de Poutine avec Lioudmila Chkrebneva, Maria Vorontsova et Katerina Tikhonova, ont été sanctionnées,.
En revanche, elle fait l'objet de sanctions de la part de la Grande-Bretagne depuis le 13 mai 2022.

### Le sort des enfants de Poutine et de Kabaeva
Rapatriés en Russie, Ivan et Vladimir réapparaissent en 2024 à Valdaï où Poutine possède une résidence très sécurisée,. Les 2 garçons y vivent isolés, entourés « de nounous, de gouvernantes, de précepteurs, de gardes du corps ». Ils reçoivent des cours d'anglais et d'allemand. Les vacances se déroulent sur le yacht Graceful, alias Kosatka, ou sur un autre yacht lié à Poutine,.

## Caractéristiques sportives
Alina Kabaeva possède une extrême souplesse naturelle, qui lui permet en effet d'enchaîner plus facilement des éléments, tous aussi fluides les uns que les autres. Elle a signé ses routines d'éléments personnels, que ses successeuses utilisent à présent. Elle n'est pas considérée comme une gymnaste gracieuse, comme le sont sans doute Anna Bessonova ou Yulia Barsukova qui s'expriment comme de vraies danseuses étoiles. Néanmoins, elle se démarque sur le praticable par sa vivacité, son énergie, son agile capacité à lier les éléments entre eux avec un sens inné de la chorégraphie, mais surtout, par son légendaire et authentique sourire, inébranlable.

« Je n'en croyais pas mes yeux, quand je l'ai vue. 
La jeune fille a la rare combinaison de deux qualités cruciales en gymnastique rythmique - souplesse et agilité. »

— Irina Viner

## Palmarès

### Jeux olympiques
| Épreuve/Année    | Sydney 2000 | Athènes 2004 |
| ---------------- | ----------- | ------------ |
| Concours général | 3e          | 1re          |

### Championnats du monde
| Épreuve/Année    | Osaka 1999 | Madrid 2001  | Budapest 2003 | Patras 2007 |
| ---------------- | ---------- | ------------ | ------------- | ----------- |
| Par équipe       | 1re        | Disqualifiée | 1re           | 1re         |
| Concours général | 1re        | Disqualifiée | 1re           | -           |
| Corde            | 2e         | Disqualifiée |               | -           |
| Cerceau          | 2e         | Disqualifiée | 2e            | -           |
| Ballon           | 1re        | Disqualifiée | 1re           |             |
| Massues          |            | Disqualifiée | 3e            | -           |
| Ruban            | 1re        |              | 1re           | 3e          |

### Championnats d'Europe
| Épreuve/Année    | Porto 1998 | Budapest 1999 | Saragosse 2000 | Genève 2001 | Grenade 2002 | Kiev 2004 | Moscou 2006 |
| ---------------- | ---------- | ------------- | -------------- | ----------- | ------------ | --------- | ----------- |
| Par équipe       | 3e         |               | 1re            |             | 1re          | 1re       | 1re         |
| Concours général | 1re        | 1re           | 1re            |             | 1re          | 1re       | 2e          |
| Corde            | 7e         | 3e            | 3e             | 2e          |              |           |             |
| Cerceau          | -          | 1re           | 1re            | 1re         |              |           |             |
| Ballon           |            |               | 1re            | 1re         |              |           |             |
| Massues          | -          | 5e            |                | 1re         |              |           |             |
| Ruban            | -          | 2e            | 1re            |             |              |           |             |